# Peczorsko-Iłycki Rezerwat Biosfery
Peczorsko-Iłycki Rezerwat Biosfery  (ros. Печоро-Илычский государственный природный биосферный заповедник) – ścisły rezerwat przyrody (zapowiednik) w Republice Komi w Rosji. Znajduje się w rejonie troicko-pieczorskim i rejonie Wuktył, a jego obszar wynosi 7 213,22 km². Rezerwat został utworzony decyzją rządu Rosyjskiej Federacyjnej Socjalistycznej Republiki Radzieckiej z dnia 5 kwietnia 1930 roku. W 1985 roku otrzymał status rezerwatu biosfery UNESCO. W 1995 roku wspólnie z graniczącym z nim od północy Parkiem Narodowym „Jugyd Wa” został wpisany na Listę Światowego Dziedzictwa UNESCO pod nazwą „Dziewicze lasy Komi”. W 2000 roku został zakwalifikowany przez BirdLife International jako ostoja ptaków IBA. Dyrekcja rezerwatu znajduje się w miejscowości Jaksza.

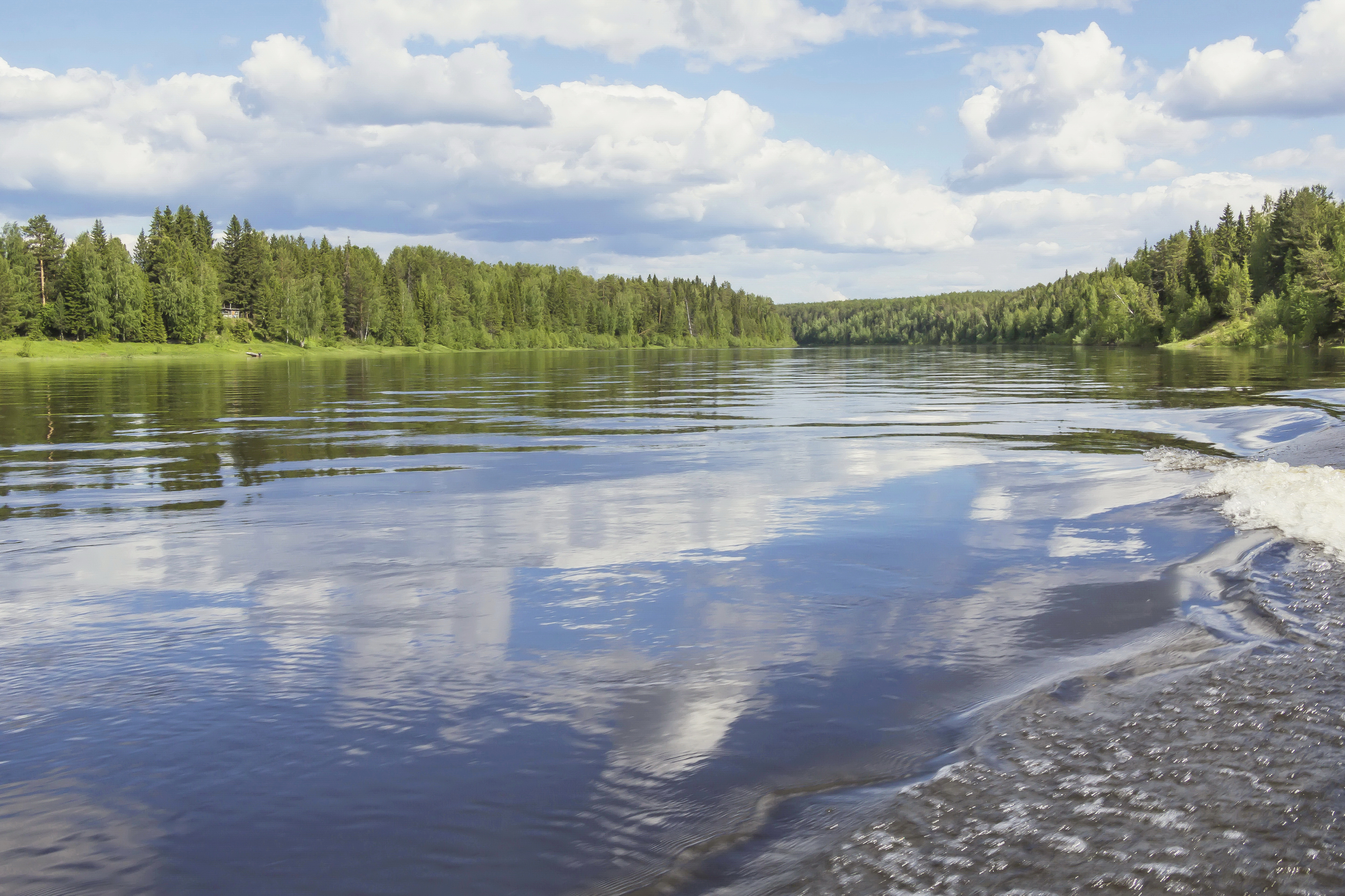
Rzeka Peczora

## Opis
Rezerwat znajduje się na zachodnich zboczach Uralu Północnego i został utworzony celu ochrony największego obszaru dziewiczej tajgi w europejskiej części Rosji. Składa się z dwóch części położonych w południowo-zachodniej i wschodniej części dorzecza rzek Peczora i Iłycz (stąd nazwa rezerwatu). Na szczytach Uralu Północnego wznoszą się w niektórych miejscach słupy zbudowane z łupków serycytowo-kwarcytowych. Najsłynniejsze z nich znajdują się na szczycie Manpupunior. 

## Flora
87% powierzchni rezerwatu zajmują lasy. Ze względu na położenie (na zachodnich zboczach Uralu) roślinność zmienia się tu ze względu na wysokość. Zachodnia część to nizina, gdzie występują lasy sosnowe i bagna. Dalej na wschód, u podnóża gór, rosną lasy świerkowe, jodłowe i świerkowo-jodłowe. Najbardziej na wschód wysunięta część rezerwatu to pasma górskie Uralu, gdzie tajga ciemna przechodzi w łąki subalpejskie, tundrę górską i w końcu w nagie, skaliste szczyty.
Fora rezerwatu to 659 gatunków roślin naczyniowych, 409 gatunków porostów, 296 gatunków mchów.

## Fauna
W rezerwacie żyje 49 gatunków ssaków. Są to m.in.: niedźwiedzie brunatne, rosomaki tundrowe, wilki syberyjskie, rysie euroazjatyckie, jenoty azjatyckie, kuny leśne, borsuki, lisy polarne, lisy rude, dziki euroazjatyckie, łosie euroazjatyckie, polatuchy syberyjskie, sobole tajgowe, wydry europejskie.
Ponadto na terenie rezerwatu żyje 230 gatunków ptaków, 1 gatunek gadów, 4 gatunki płazów, 17 gatunków ryb.
Ptaki to m.in. nury czarnoszyje, nury rdzawoszyje, perkozy, czaple siwe, nurogęsi, orliki grubodziobe, sokoły wędrowne, myszołowy zwyczajne, bieliki, orły przednie, cietrzewie zwyczajne.

## Klimat
Średnia temperatura najzimniejszego miesiąca, stycznia, to minus 17 °С (najniższa odnotowana minus 57,6 °С). Średnia temperatura w lipcu wynosi plus 16 °С, (najwyższa odnotowana plus 35 °С).